# Павлов, Николай Васильевич (геолог)
Николай Васильевич Павлов (1908—1980) — советский учёный-геолог, доктор геолого-минералогических наук, открыватель новых месторождений хромитов, лауреат Государственной премии СССР (1970).

## Биография
Родился в 1908 году[где?].
В 1936 году окончил Московский геологоразведочный институт.
В 1925—1930 годах работал в геологических партиях.
С 1935 года работал научным сотрудником в Геологическом институте АН СССР, реорганизован в ИГН АН СССР, затем в ИГЕМ АН СССР.
В 1947 году в ИГН АН СССР защитил кандидатскую диссертацию по теме «Химический состав хромшпинелидов в связи с петрографическим составом пород ультраосновных интрузивов»
В 1964 году защитил докторскую диссертацию в ИГЕМ АН СССР по теме «Магномагнетитовые месторождения района Тунгусской синеклизы Сибирской платформы».
В 1970 году — Лауреат Государственной премии СССР (1970) за участие в открытии и разведке в Южно-Кемпирсайском горнорудном районе новых месторождений хромитов и создании уникальной сырьевой базы хромовых руд в СССР
Автор научных публикаций.
Скончался в октябре 1980 года.[уточнить][где?]